# Claudia de comitiis
Claudia de comitiis va ser una llei romana que establia que en els comicis per elegir magistrats no es podia admetre a cap candidat absent. S'acabava amb aquesta llei amb el privilegi a candidats absents que s'havia concedit a Juli Cèsar en virtut de la llei Pompeia de magistratibus. La va proposar el cònsol Marc Claudi Marcel l'any 51 aC.